# Liste der Autorenbeteiligungen und Produktionen von Henning Verlage
Dies ist eine Übersicht über die Autorenbeteiligungen und Musikproduktionen des deutschen Musikers Henning Verlage. Zu berücksichtigen ist, dass Hitmedleys, Remixe, Liveaufnahmen oder Neuaufnahmen des gleichen Interpreten nicht aufgeführt werden. Ebenso werden aus Gründen der besseren Übersicht lediglich nennenswerte Coverversionen aufgeführt. Tätigkeiten als Komponist und/oder Liedtexter sind in der folgenden Tabelle unter der Spalte „Autor“ zusammengefasst worden.

## #
| Jahr | Titel               | Interpret      | Autor | Produzent                   |
| ---- | ------------------- | -------------- | ----- | --------------------------- |
| 2002 | 3 Minutes Breakdown | Neuroticfish   |       | Grünes Häkchensymbol für ja |
| 2017 | 100 Millionen Volt  | Bernhard Brink |       | Grünes Häkchensymbol für ja |

## A
| Jahr | Titel                                    | Interpret      | Autor                       | Produzent                   |
| ---- | ---------------------------------------- | -------------- | --------------------------- | --------------------------- |
| 2008 | A Greater Good                           | Neuroticfish   | Grünes Häkchensymbol für ja | Grünes Häkchensymbol für ja |
| 2006 | A Neverending Dream (Alvarez Album Edit) | X-Perience     |                             | Grünes Häkchensymbol für ja |
| 2012 | Abgrund                                  | Eisbrecher     |                             | Grünes Häkchensymbol für ja |
| 2010 | Abwärts                                  | Unheilig       | Grünes Häkchensymbol für ja | Grünes Häkchensymbol für ja |
| 2005 | All I Say                                | Neuroticfish   |                             | Grünes Häkchensymbol für ja |
| 2013 | All These Lies                           | Blutengel      |                             | Grünes Häkchensymbol für ja |
| 2018 | Alles auf Anfang                         | Sotiria        | Grünes Häkchensymbol für ja | Grünes Häkchensymbol für ja |
| 2017 | Alles geht vorbei                        | Nik P.         |                             | Grünes Häkchensymbol für ja |
| 2014 | Alles hat seine Zeit                     | Unheilig       | Grünes Häkchensymbol für ja | Grünes Häkchensymbol für ja |
| 2019 | Alles ist ewig                           | Bernhard Brink |                             | Grünes Häkchensymbol für ja |
| 2014 | Als wär’s das erste Mal                  | Unheilig       | Grünes Häkchensymbol für ja |                             |
| 2016 | Alles was uns bleibt                     | Traumbild      |                             | Grünes Häkchensymbol für ja |
| 2020 | Alles wird vergehen                      | Alexander Eder | Grünes Häkchensymbol für ja |                             |
| 2008 | An deiner Seite                          | Unheilig       |                             | Grünes Häkchensymbol für ja |
| 2012 | Angekommen                               | Staubkind      | Grünes Häkchensymbol für ja | Grünes Häkchensymbol für ja |
| 2007 | Angel                                    | Down Below     |                             | Grünes Häkchensymbol für ja |
| 2005 | Are You Alive?                           | Neuroticfish   | Grünes Häkchensymbol für ja | Grünes Häkchensymbol für ja |
| 2012 | Atem                                     | Eisbrecher     |                             | Grünes Häkchensymbol für ja |
| 2010 | Atme!                                    | Letzte Instanz |                             | Grünes Häkchensymbol für ja |
| 2016 | Auf ein letztes Mal (Intro)              | Unheilig       | Grünes Häkchensymbol für ja | Grünes Häkchensymbol für ja |
| 2012 | Augen unter null                         | Eisbrecher     |                             | Grünes Häkchensymbol für ja |
| 2012 | Aus Traum wird Wirklichkeit              | Frei.Wild      |                             | Grünes Häkchensymbol für ja |

## B
| Jahr | Titel                   | Interpret      | Autor                       | Produzent                   |
| ---- | ----------------------- | -------------- | --------------------------- | --------------------------- |
| 2016 | Bis zum Mond und zurück | Traumbild      |                             | Grünes Häkchensymbol für ja |
| 2005 | Black Again V3          | Neuroticfish   |                             | Grünes Häkchensymbol für ja |
| 2012 | Brenne auf              | Unheilig       | Grünes Häkchensymbol für ja |                             |
| 2021 | Brennendes Herz         | Bernhard Brink |                             | Grünes Häkchensymbol für ja |
| 2011 | Broken                  | Redeem         | Grünes Häkchensymbol für ja |                             |

## C
| Jahr | Titel             | Interpret      | Autor                       | Produzent                   |
| ---- | ----------------- | -------------- | --------------------------- | --------------------------- |
| 2019 | C’est la vie      | Bernhard Brink |                             | Grünes Häkchensymbol für ja |
| 2008 | Can’t Stop a Riot | Neuroticfish   | Grünes Häkchensymbol für ja | Grünes Häkchensymbol für ja |
| 2001 | Care              | Neuroticfish   |                             | Grünes Häkchensymbol für ja |

## D
| Jahr | Titel                              | Interpret                   | Autor                       | Produzent                   |
| ---- | ---------------------------------- | --------------------------- | --------------------------- | --------------------------- |
| 2021 | Da um zu leben                     | Nik P.                      |                             | Grünes Häkchensymbol für ja |
| 2016 | Dafür lieb ich Dich                | Traumbild                   |                             | Grünes Häkchensymbol für ja |
| 2007 | Dark Queen                         | Down Below                  |                             | Grünes Häkchensymbol für ja |
| 2012 | Das Licht                          | Unheilig                    | Grünes Häkchensymbol für ja | Grünes Häkchensymbol für ja |
| 2010 | Das Meer                           | Unheilig                    | Grünes Häkchensymbol für ja | Grünes Häkchensymbol für ja |
| 2021 | Das Meer, der Wind und du          | Nik P.                      |                             | Grünes Häkchensymbol für ja |
| 2008 | Dein Clown                         | Unheilig                    |                             | Grünes Häkchensymbol für ja |
| 2016 | Dein Gewissen                      | Traumbild feat. Miss Kavila |                             | Grünes Häkchensymbol für ja |
| 2010 | Dein Gott                          | Letzte Instanz              |                             | Grünes Häkchensymbol für ja |
| 2009 | Dein Licht                         | Letzte Instanz              |                             | Grünes Häkchensymbol für ja |
| 2016 | Dein Moment                        | Traumbild                   |                             | Grünes Häkchensymbol für ja |
| 2021 | Deine Art                          | Nik P.                      |                             | Grünes Häkchensymbol für ja |
| 2013 | Deine Welt                         | Blutengel                   |                             | Grünes Häkchensymbol für ja |
| 2014 | Dem Himmel so nah                  | Unheilig                    | Grünes Häkchensymbol für ja |                             |
| 2014 | Der Berg (Intro)                   | Unheilig                    | Grünes Häkchensymbol für ja | Grünes Häkchensymbol für ja |
| 2021 | Der Clochard                       | Nik P.                      |                             | Grünes Häkchensymbol für ja |
| 2017 | Der erste Schnee                   | Unheilig                    | Grünes Häkchensymbol für ja |                             |
| 2019 | Der Felsen und das Meer            | Bernhard Brink              |                             | Grünes Häkchensymbol für ja |
| 2014 | Der Gipfel (Outro)                 | Unheilig                    | Grünes Häkchensymbol für ja | Grünes Häkchensymbol für ja |
| 2017 | Der Himmel über mir (Version 2017) | Unheilig                    | Grünes Häkchensymbol für ja | Grünes Häkchensymbol für ja |
| 2010 | Der Kuss                           | Letzte Instanz              |                             | Grünes Häkchensymbol für ja |
| 2010 | Der letzte Tag                     | Letzte Instanz              |                             | Grünes Häkchensymbol für ja |
| 2009 | Der Garten                         | Letzte Instanz              |                             | Grünes Häkchensymbol für ja |
| 2016 | Der Sturm                          | Unheilig                    | Grünes Häkchensymbol für ja | Grünes Häkchensymbol für ja |
| 2008 | Der Vorhang fällt                  | Unheilig                    |                             | Grünes Häkchensymbol für ja |
| 2019 | Diamanten                          | Bernhard Brink              |                             | Grünes Häkchensymbol für ja |
| 2008 | Die Bestie                         | Unheilig                    |                             | Grünes Häkchensymbol für ja |
| 2021 | Die dritte Kerze                   | Unheilig                    | Grünes Häkchensymbol für ja | Grünes Häkchensymbol für ja |
| 2009 | Die Eine                           | Letzte Instanz              |                             | Grünes Häkchensymbol für ja |
| 2010 | Die Engel                          | Eisbrecher                  |                             | Grünes Häkchensymbol für ja |
| 2010 | Die Erhabene                       | Letzte Instanz              |                             | Grünes Häkchensymbol für ja |
| 2021 | Die erste Kerze                    | Unheilig                    | Grünes Häkchensymbol für ja | Grünes Häkchensymbol für ja |
| 2012 | Die Hölle muss warten              | Eisbrecher                  |                             | Grünes Häkchensymbol für ja |
| 2010 | Die Lebenden und die Toten         | Unheilig                    |                             | Grünes Häkchensymbol für ja |
| 2016 | Die schönste Zeit im Leben         | Bernhard Brink              |                             | Grünes Häkchensymbol für ja |
| 2012 | Die Stadt                          | Unheilig                    | Grünes Häkchensymbol für ja | Grünes Häkchensymbol für ja |
| 2021 | Die Sterne stehen gut              | Nik P.                      |                             | Grünes Häkchensymbol für ja |
| 2021 | Die vierte Kerze                   | Unheilig                    | Grünes Häkchensymbol für ja | Grünes Häkchensymbol für ja |
| 2014 | Die Weisheiten des Lebens          | Unheilig                    | Grünes Häkchensymbol für ja | Grünes Häkchensymbol für ja |
| 2013 | Die Zeit                           | Blutengel                   |                             | Grünes Häkchensymbol für ja |
| 2017 | Die Zeit ohne dich                 | Bernhard Brink              |                             | Grünes Häkchensymbol für ja |
| 2021 | Die zweite Kerze                   | Unheilig                    | Grünes Häkchensymbol für ja | Grünes Häkchensymbol für ja |
| 2018 | Diese Tage sind ewig               | Sotiria                     | Grünes Häkchensymbol für ja | Grünes Häkchensymbol für ja |
| 2007 | Down Below                         | Down Below                  |                             | Grünes Häkchensymbol für ja |
| 2016 | Dreh dich                          | Traumbild                   |                             | Grünes Häkchensymbol für ja |
| 2019 | Drei Wanderer                      | Faun feat. Versengold       |                             | Grünes Häkchensymbol für ja |
| 2021 | Du bist noch immer hier            | Nik P.                      |                             | Grünes Häkchensymbol für ja |
| 2017 | Durch alle Gezeiten                | Bernhard Brink              |                             | Grünes Häkchensymbol für ja |

## E
| Jahr      | Titel                                               | Interpret      | Autor                                                     | Produzent                   |
| --------- | --------------------------------------------------- | -------------- | --------------------------------------------------------- | --------------------------- |
| 2014      | Echo                                                | Unheilig       | Grünes Häkchensymbol für ja                               |                             |
| 2016      | Egoist                                              | Unheilig       | Grünes Häkchensymbol für ja                               |                             |
| 2012      | Ein Leben lang unsterblich                          | Eisbrecher     |                                                           | Grünes Häkchensymbol für ja |
| 2016      | Ein letztes Lied                                    | Unheilig       | Grünes Häkchensymbol für ja                               | Grünes Häkchensymbol für ja |
| 2010      | Ein letztes Mal                                     | Unheilig       | Grünes Häkchensymbol für ja                               | Grünes Häkchensymbol für ja |
| 2018      | Ein Licht für Dich                                  | Sotiria        | Grünes Häkchensymbol für ja                               | Grünes Häkchensymbol für ja |
| 2016      | Ein wahres Glück                                    | Unheilig       | Grünes Häkchensymbol für ja                               | Grünes Häkchensymbol für ja |
| 2015 2016 | Einer von Millionen (Unplugged) Einer von Millionen | Unheilig       | Grünes Häkchensymbol für ja · Grünes Häkchensymbol für ja | — ·                         |
| 2020      | Einfach nur ein Mädchen                             | Sotiria        |                                                           | Grünes Häkchensymbol für ja |
| 2012      | Einsam                                              | Staubkind      | Grünes Häkchensymbol für ja                               | Grünes Häkchensymbol für ja |
| 2019      | Eisbrecher                                          | Bernhard Brink |                                                           | Grünes Häkchensymbol für ja |
| 2009      | Eisherz                                             | Letzte Instanz |                                                           | Grünes Häkchensymbol für ja |
| 2010      | Eismeer                                             | Letzte Instanz |                                                           | Grünes Häkchensymbol für ja |
| 2010      | Eiszeit                                             | Eisbrecher     | Grünes Häkchensymbol für ja                               | Grünes Häkchensymbol für ja |
| 2007      | Empty                                               | Down Below     |                                                           | Grünes Häkchensymbol für ja |
| 2021      | Engel der Verkündung                                | Unheilig       | Grünes Häkchensymbol für ja                               | Grünes Häkchensymbol für ja |
| 2017      | Er kann tanzen wie Astaire                          | Nik P.         |                                                           | Grünes Häkchensymbol für ja |
| 2021      | Es kann das Größte sein                             | Nik P.         |                                                           | Grünes Häkchensymbol für ja |
| 2021      | Es kommt ein Schiff, geladen                        | Unheilig       | Grünes Häkchensymbol für ja                               | Grünes Häkchensymbol für ja |
| 2012      | Exzess Express                                      | Eisbrecher     |                                                           | Grünes Häkchensymbol für ja |

## F
| Jahr | Titel                  | Interpret      | Autor                       | Produzent                   |
| ---- | ---------------------- | -------------- | --------------------------- | --------------------------- |
| 2008 | Fang mich auf          | Unheilig       |                             | Grünes Häkchensymbol für ja |
| 2007 | Farewell               | Down Below     |                             | Grünes Häkchensymbol für ja |
| 2010 | Fernweh                | Unheilig       | Grünes Häkchensymbol für ja | Grünes Häkchensymbol für ja |
| 2009 | Feuer                  | Letzte Instanz |                             | Grünes Häkchensymbol für ja |
| 2008 | Feuerengel             | Unheilig       |                             | Grünes Häkchensymbol für ja |
| 2009 | Finsternis             | Letzte Instanz |                             | Grünes Häkchensymbol für ja |
| 2009 | Flucht ins Glück       | Letzte Instanz |                             | Grünes Häkchensymbol für ja |
| 2007 | From the Highest Point | Down Below     |                             | Grünes Häkchensymbol für ja |
| 2012 | Fühlst du              | Staubkind      |                             | Grünes Häkchensymbol für ja |
| 2016 | Für alle Zeit (Outro)  | Unheilig       | Grünes Häkchensymbol für ja | Grünes Häkchensymbol für ja |
| 2001 | Für immer              | Unheilig       | Grünes Häkchensymbol für ja |                             |
| 2016 | Funkenschlag           | Unheilig       | Grünes Häkchensymbol für ja |                             |

## G
| Jahr | Titel               | Interpret                                           | Autor                       | Produzent                   |
| ---- | ------------------- | --------------------------------------------------- | --------------------------- | --------------------------- |
| 2009 | Geboren um zu leben | Unheilig                                            | Grünes Häkchensymbol für ja |                             |
| 2010 | Geboren um zu leben | Adoro                                               | Grünes Häkchensymbol für ja |                             |
| 2011 | Geboren um zu leben | Die Schlümpfe (Liedtitel: Geboren um zu schlumpfen) | Grünes Häkchensymbol für ja |                             |
| 2013 | Geboren um zu leben | Gregorian (Liedtitel: Born to Feel Alive)           | Grünes Häkchensymbol für ja |                             |
| 2014 | Geboren um zu leben | Paul Potts                                          | Grünes Häkchensymbol für ja |                             |
| 2018 | Geboren um zu leben | Michael Hirte                                       | Grünes Häkchensymbol für ja |                             |
| 2019 | Geboren um zu leben | Giovanni Zarrella (Liedtitel: Nati per la vita)     | Grünes Häkchensymbol für ja |                             |
| 2014 | Glück auf das Leben | Unheilig                                            | Grünes Häkchensymbol für ja | Grünes Häkchensymbol für ja |
| 2017 | Glühwürmchen        | Nik P.                                              |                             | Grünes Häkchensymbol für ja |
| 2012 | Gnadenlos           | Staubkind                                           | Grünes Häkchensymbol für ja | Grünes Häkchensymbol für ja |
| 2014 | Goldrausch          | Unheilig                                            | Grünes Häkchensymbol für ja |                             |
| 2010 | Große Freiheit      | Unheilig                                            | Grünes Häkchensymbol für ja | Grünes Häkchensymbol für ja |
| 2011 | Große Freiheit      | Adoro                                               | Grünes Häkchensymbol für ja |                             |
| 2011 | Große Freiheit      | Unheilig feat. James Last                           | Grünes Häkchensymbol für ja |                             |
| 2018 | Guided Under Flag   | The Dark Tenor                                      | Grünes Häkchensymbol für ja |                             |

## H
| Jahr | Titel                           | Interpret          | Autor                       | Produzent                   |
| ---- | ------------------------------- | ------------------ | --------------------------- | --------------------------- |
| 2018 | Hallo Leben                     | Sotiria & Unheilig | Grünes Häkchensymbol für ja | Grünes Häkchensymbol für ja |
| 2010 | Halt mich                       | Unheilig           | Grünes Häkchensymbol für ja | Grünes Häkchensymbol für ja |
| 2014 | Hand in Hand                    | Unheilig           | Grünes Häkchensymbol für ja |                             |
| 2007 | Heal                            | Down Below         |                             | Grünes Häkchensymbol für ja |
| 2016 | Heimatlos                       | Unheilig           | Grünes Häkchensymbol für ja | Grünes Häkchensymbol für ja |
| 2010 | Heimatstern                     | Unheilig           | Grünes Häkchensymbol für ja | Grünes Häkchensymbol für ja |
| 2014 | Held für einen Tag              | Unheilig           | Grünes Häkchensymbol für ja |                             |
| 2021 | Herz                            | Sotiria            | Grünes Häkchensymbol für ja | Grünes Häkchensymbol für ja |
| 2012 | Herz aus Eis                    | Eisbrecher         |                             | Grünes Häkchensymbol für ja |
| 2012 | Herzwerk                        | Unheilig           | Grünes Häkchensymbol für ja |                             |
| 2021 | Himbeereis und One Night Stands | Nik P.             |                             | Grünes Häkchensymbol für ja |
| 2014 | Hinunter bis auf Eins           | Unheilig           | Grünes Häkchensymbol für ja |                             |

## I
| Jahr | Titel                       | Interpret      | Autor                       | Produzent                   |
| ---- | --------------------------- | -------------- | --------------------------- | --------------------------- |
| 2005 | I Don’t Need the City       | Neuroticfish   |                             | Grünes Häkchensymbol für ja |
| 2005 | I Never Chose You           | Neuroticfish   |                             | Grünes Häkchensymbol für ja |
| 2010 | Ich gehöre mir              | Unheilig       | Grünes Häkchensymbol für ja | Grünes Häkchensymbol für ja |
| 2019 | Ich halte deine Hand        | Bernhard Brink |                             | Grünes Häkchensymbol für ja |
| 2018 | Ich lass’ Dich frei         | Sotiria        | Grünes Häkchensymbol für ja | Grünes Häkchensymbol für ja |
| 2005 | Ich spüre keinen Schmerz    | Neuroticfish   |                             | Grünes Häkchensymbol für ja |
| 2018 | Ich wünsche mir ein Feuer   | Sotiria        | Grünes Häkchensymbol für ja | Grünes Häkchensymbol für ja |
| 2016 | Ich würd dich gern besuchen | Unheilig       | Grünes Häkchensymbol für ja | Grünes Häkchensymbol für ja |
| 2016 | In deinen Spuren            | Traumbild      |                             | Grünes Häkchensymbol für ja |
| 2012 | In meinem Raum              | Eisbrecher     |                             | Grünes Häkchensymbol für ja |
| 2012 | Irgendwann                  | Staubkind      | Grünes Häkchensymbol für ja | Grünes Häkchensymbol für ja |
| 2016 | Irgendwann                  | Traumbild      |                             | Grünes Häkchensymbol für ja |

## K
| Jahr | Titel                                     | Interpret      | Autor                       | Produzent                   |
| ---- | ----------------------------------------- | -------------- | --------------------------- | --------------------------- |
| 2021 | Kann ich der Mann sein von dem du träumst | Nik P.         |                             | Grünes Häkchensymbol für ja |
| 2012 | Kannst du mich seh’n                      | Staubkind      |                             | Grünes Häkchensymbol für ja |
| 2012 | Keine Liebe                               | Eisbrecher     |                             | Grünes Häkchensymbol für ja |
| 2013 | Kinder dieser Stadt                       | Blutengel      |                             | Grünes Häkchensymbol für ja |
| 2008 | Kleine Puppe                              | Unheilig       |                             | Grünes Häkchensymbol für ja |
| 2012 | Kleiner Engel                             | Staubkind      |                             | Grünes Häkchensymbol für ja |
| 2018 | Komet                                     | Megaherz       | Grünes Häkchensymbol für ja |                             |
| 2009 | Komm!                                     | Letzte Instanz |                             | Grünes Häkchensymbol für ja |
| 2016 | Krieger                                   | Unheilig       | Grünes Häkchensymbol für ja | Grünes Häkchensymbol für ja |

## L
| Jahr | Titel                    | Interpret      | Autor                       | Produzent                   |
| ---- | ------------------------ | -------------- | --------------------------- | --------------------------- |
| 2008 | Lampenfieber             | Unheilig       |                             | Grünes Häkchensymbol für ja |
| 2016 | Lass das Licht an        | Traumbild      |                             | Grünes Häkchensymbol für ja |
| 2012 | Lass mich los            | Staubkind      | Grünes Häkchensymbol für ja | Grünes Häkchensymbol für ja |
| 2016 | Lass mich zu Dir         | Traumbild      |                             | Grünes Häkchensymbol für ja |
| 2017 | Lass uns tanzen          | Unheilig       | Grünes Häkchensymbol für ja | Grünes Häkchensymbol für ja |
| 2013 | Lebensrichter            | Blutengel      |                             | Grünes Häkchensymbol für ja |
| 2017 | Lebensweg                | Unheilig       |                             | Grünes Häkchensymbol für ja |
| 2017 | Leblos                   | Unheilig       |                             | Grünes Häkchensymbol für ja |
| 2021 | Leise rieselt der Schnee | Unheilig       | Grünes Häkchensymbol für ja | Grünes Häkchensymbol für ja |
| 2016 | Legenden                 | Unheilig       | Grünes Häkchensymbol für ja |                             |
| 2012 | Lichter der Stadt        | Unheilig       | Grünes Häkchensymbol für ja |                             |
| 2017 | Lichterloh               | Bernhard Brink |                             | Grünes Häkchensymbol für ja |
| 2018 | Lichtermeer              | Sotiria        |                             | Grünes Häkchensymbol für ja |
| 2021 | Lichtermeer              | Unheilig       | Grünes Häkchensymbol für ja | Grünes Häkchensymbol für ja |
| 2021 | Lieben und leben         | Bernhard Brink |                             | Grünes Häkchensymbol für ja |
| 2019 | Liebestitanen            | Bernhard Brink |                             | Grünes Häkchensymbol für ja |
| 2005 | Loading…                 | Neuroticfish   | Grünes Häkchensymbol für ja | Grünes Häkchensymbol für ja |
| 2007 | Lovely Places            | Down Below     |                             | Grünes Häkchensymbol für ja |

## M
| Jahr | Titel                             | Interpret          | Autor                       | Produzent                   |
| ---- | --------------------------------- | ------------------ | --------------------------- | --------------------------- |
| 2005 | M.A.F.P.L.                        | Neuroticfish       |                             | Grünes Häkchensymbol für ja |
| 2021 | Macht hoch die Tür                | Unheilig           | Grünes Häkchensymbol für ja | Grünes Häkchensymbol für ja |
| 2006 | Magic Fields (Alvarez Album Edit) | X-Perience         |                             | Grünes Häkchensymbol für ja |
| 2019 | Magnet                            | Bernhard Brink     | Grünes Häkchensymbol für ja | Grünes Häkchensymbol für ja |
| 2021 | Manche sterben jung               | Nik P.             |                             | Grünes Häkchensymbol für ja |
| 2009 | Mea culpa                         | Letzte Instanz     |                             | Grünes Häkchensymbol für ja |
| 2001 | Mechanic of the Sequences         | Neuroticfish       |                             | Grünes Häkchensymbol für ja |
| 2014 | Mein Berg                         | Unheilig           | Grünes Häkchensymbol für ja |                             |
| 2009 | Mein Engel                        | Letzte Instanz     |                             | Grünes Häkchensymbol für ja |
| 2019 | Mein Herz schaut mich fragend an  | Bernhard Brink     |                             | Grünes Häkchensymbol für ja |
| 2009 | Mein Leben                        | Letzte Instanz     |                             | Grünes Häkchensymbol für ja |
| 2016 | Mein Leben ist die Freiheit       | Unheilig           | Grünes Häkchensymbol für ja | Grünes Häkchensymbol für ja |
| 2016 | Mein Planet                       | Traumbild          |                             | Grünes Häkchensymbol für ja |
| 2008 | Memoria                           | Unheilig           |                             | Grünes Häkchensymbol für ja |
| 2017 | Mit dem Herz durch die Wand       | Bernhard Brink     |                             | Grünes Häkchensymbol für ja |
| 2018 | Mit Dir                           | Sotiria & Unheilig | Grünes Häkchensymbol für ja | Grünes Häkchensymbol für ja |
| 2021 | Mit dir schlafen                  | Nik P.             |                             | Grünes Häkchensymbol für ja |
| 2016 | Mitten im Leben                   | Traumbild          |                             | Grünes Häkchensymbol für ja |
| 2013 | Monument                          | Blutengel          |                             | Grünes Häkchensymbol für ja |

## N
| Jahr | Titel               | Interpret      | Autor                       | Produzent                   |
| ---- | ------------------- | -------------- | --------------------------- | --------------------------- |
| 2019 | Nacht voll Schatten | Sotiria        |                             | Grünes Häkchensymbol für ja |
| 2012 | Nachtschicht        | Unheilig       | Grünes Häkchensymbol für ja | Grünes Häkchensymbol für ja |
| 2010 | Neue Helden         | Letzte Instanz |                             | Grünes Häkchensymbol für ja |
| 2010 | Neuland             | Unheilig       | Grünes Häkchensymbol für ja | Grünes Häkchensymbol für ja |
| 2005 | Neurocaine          | Neuroticfish   |                             | Grünes Häkchensymbol für ja |
| 2013 | Nie mehr            | Blutengel      |                             | Grünes Häkchensymbol für ja |
| 2004 | No More Ghosts      | Neuroticfish   | Grünes Häkchensymbol für ja | Grünes Häkchensymbol für ja |
| 2016 | Nochmal von Vorne   | Traumbild      |                             | Grünes Häkchensymbol für ja |
| 2012 | Nur ein Tag         | Staubkind      | Grünes Häkchensymbol für ja | Grünes Häkchensymbol für ja |

## O
| Jahr | Titel          | Interpret      | Autor | Produzent                   |
| ---- | -------------- | -------------- | ----- | --------------------------- |
| 2007 | On My Way      | Down Below     |       | Grünes Häkchensymbol für ja |
| 2019 | Orkanstärke 12 | Bernhard Brink |       | Grünes Häkchensymbol für ja |

## P
| Jahr | Titel                 | Interpret    | Autor | Produzent                   |
| ---- | --------------------- | ------------ | ----- | --------------------------- |
| 2012 | Paradies              | Staubkind    |       | Grünes Häkchensymbol für ja |
| 2007 | Private Soul Security | Down Below   |       | Grünes Häkchensymbol für ja |
| 2002 | Prostitute            | Neuroticfish |       | Grünes Häkchensymbol für ja |
| 2012 | Prototyp              | Eisbrecher   |       | Grünes Häkchensymbol für ja |
| 2008 | Puppenspieler         | Unheilig     |       | Grünes Häkchensymbol für ja |

## R
| Jahr | Titel      | Interpret    | Autor                       | Produzent                   |
| ---- | ---------- | ------------ | --------------------------- | --------------------------- |
| 2012 | Rette mich | Eisbrecher   |                             | Grünes Häkchensymbol für ja |
| 2012 | Rette mich | Staubkind    | Grünes Häkchensymbol für ja | Grünes Häkchensymbol für ja |
| 2019 | Rosenrot   | Faun         |                             | Grünes Häkchensymbol für ja |
| 2001 | Rotten     | Neuroticfish |                             | Grünes Häkchensymbol für ja |
| 2014 | Rückblende | Unheilig     | Grünes Häkchensymbol für ja |                             |
| 2007 | Run Away   | Down Below   |                             | Grünes Häkchensymbol für ja |

## S
| Jahr      | Titel                                   | Interpret                              | Autor                       | Produzent                   |
| --------- | --------------------------------------- | -------------------------------------- | --------------------------- | --------------------------- |
| 2010      | Sanctus                                 | Letzte Instanz                         |                             | Grünes Häkchensymbol für ja |
| 2007      | Sand in meiner Hand                     | Down Below                             |                             | Grünes Häkchensymbol für ja |
| 2013      | Save Our Souls                          | Blutengel                              |                             | Grünes Häkchensymbol für ja |
| 2010      | Schau in mein Gesicht                   | Letzte Instanz                         |                             | Grünes Häkchensymbol für ja |
| 2016      | Scheißegal                              | Hannah                                 | Grünes Häkchensymbol für ja |                             |
| 2010      | Schenk mir ein Wunder                   | Unheilig                               | Grünes Häkchensymbol für ja | Grünes Häkchensymbol für ja |
| 2018      | Scherben bringen Glück                  | Megaherz                               | Grünes Häkchensymbol für ja |                             |
| 2010      | Schlaf, Schlaf                          | Letzte Instanz                         |                             | Grünes Häkchensymbol für ja |
| 2019      | Schon morgen wirst du keine Fremde sein | Bernhard Brink                         |                             | Grünes Häkchensymbol für ja |
| 2010      | Seenot                                  | Unheilig                               | Grünes Häkchensymbol für ja | Grünes Häkchensymbol für ja |
| 2008      | Sei mein Licht                          | Unheilig                               |                             | Grünes Häkchensymbol für ja |
| 2021      | Seite an Seite                          | Nik P.                                 |                             | Grünes Häkchensymbol für ja |
| 2010      | Segne deinen Schmerz                    | Eisbrecher                             | Grünes Häkchensymbol für ja |                             |
| 2005      | Short Commercial Break                  | Neuroticfish                           |                             | Grünes Häkchensymbol für ja |
| 2007      | Sinfony²³                               | Down Below                             |                             | Grünes Häkchensymbol für ja |
| 2003      | Skin                                    | Neuroticfish                           |                             | Grünes Häkchensymbol für ja |
| 2012      | So nah bei mir                          | Staubkind                              | Grünes Häkchensymbol für ja | Grünes Häkchensymbol für ja |
| 2012      | So wie du warst                         | Unheilig                               | Grünes Häkchensymbol für ja |                             |
| 2005      | Solid You                               | Neuroticfish                           |                             | Grünes Häkchensymbol für ja |
| 2017      | Sonnentag (Version 2017)                | Unheilig                               | Grünes Häkchensymbol für ja | Grünes Häkchensymbol für ja |
| 2008      | Spiegelbild                             | Unheilig                               |                             | Grünes Häkchensymbol für ja |
| 2019      | Spieglein, Spieglein                    | Faun                                   |                             | Grünes Häkchensymbol für ja |
| 2017      | Spuren von Leben                        | Nik P.                                 |                             | Grünes Häkchensymbol für ja |
| 2018      | Stark für Dich                          | Sotiria                                | Grünes Häkchensymbol für ja | Grünes Häkchensymbol für ja |
| 2017      | Stark für uns zwei                      | Bernhard Brink                         | Grünes Häkchensymbol für ja | Grünes Häkchensymbol für ja |
| 2010      | Sternbild                               | Unheilig                               | Grünes Häkchensymbol für ja | Grünes Häkchensymbol für ja |
| 2017 2021 | Sterne hoch                             | Unheilig feat. The Dark Tenor Unheilig | Grünes Häkchensymbol für ja | Grünes Häkchensymbol für ja |
| 2016      | Stille Nächte                           | Hannah                                 | Grünes Häkchensymbol für ja |                             |
| 2021      | Stille Winternacht                      | Unheilig                               | Grünes Häkchensymbol für ja | Grünes Häkchensymbol für ja |
| 2004      | Suffocating Right (Raw)                 | Neuroticfish                           |                             | Grünes Häkchensymbol für ja |
| 2006      | Superhero                               | Ch!pz                                  | Grünes Häkchensymbol für ja |                             |

## T
| Jahr | Titel                          | Interpret      | Autor                       | Produzent                   |
| ---- | ------------------------------ | -------------- | --------------------------- | --------------------------- |
| 2012 | Tanz mit mir                   | Eisbrecher     |                             | Grünes Häkchensymbol für ja |
| 2016 | Tausend Rosen                  | Unheilig       | Grünes Häkchensymbol für ja | Grünes Häkchensymbol für ja |
| 2013 | Tears Might Dry                | Blutengel      |                             | Grünes Häkchensymbol für ja |
| 2004 | The Bomb                       | Neuroticfish   |                             | Grünes Häkchensymbol für ja |
| 2005 | They’re Coming to Take Me Away | Neuroticfish   | Grünes Häkchensymbol für ja | Grünes Häkchensymbol für ja |
| 2018 | Tiefenrausch                   | Megaherz       | Grünes Häkchensymbol für ja |                             |
| 2019 | Touché                         | Bernhard Brink |                             | Grünes Häkchensymbol für ja |
| 2017 | Trau Dich zu fliegen           | Bernhard Brink |                             | Grünes Häkchensymbol für ja |
| 2016 | Traumbild                      | Traumbild      |                             | Grünes Häkchensymbol für ja |
| 2009 | Traumlos                       | Letzte Instanz |                             | Grünes Häkchensymbol für ja |

## U
| Jahr | Titel                      | Interpret      | Autor                       | Produzent                   |
| ---- | -------------------------- | -------------- | --------------------------- | --------------------------- |
| 2018 | Unbesiegbar                | Sotiria        | Grünes Häkchensymbol für ja | Grünes Häkchensymbol für ja |
| 2016 | Und die Zeit bleibt stehen | Hannah         | Grünes Häkchensymbol für ja |                             |
| 2018 | Unendlich                  | Sotiria        | Grünes Häkchensymbol für ja | Grünes Häkchensymbol für ja |
| 2012 | Unendlich sein             | Staubkind      | Grünes Häkchensymbol für ja | Grünes Häkchensymbol für ja |
| 2012 | Unendliches Leben          | Frei.Wild      |                             | Grünes Häkchensymbol für ja |
| 2013 | Uns gehört die Nacht       | Blutengel      |                             | Grünes Häkchensymbol für ja |
| 2019 | Unser Moment ist jetzt     | Bernhard Brink |                             | Grünes Häkchensymbol für ja |
| 2010 | Unsichtbar                 | Letzte Instanz |                             | Grünes Häkchensymbol für ja |
| 2010 | Unsterblich                | Letzte Instanz |                             | Grünes Häkchensymbol für ja |
| 2012 | Unsterblich                | Unheilig       | Grünes Häkchensymbol für ja |                             |
| 2010 | Unter deiner Flagge        | Unheilig       | Grünes Häkchensymbol für ja | Grünes Häkchensymbol für ja |
| 2010 | Unter Feuer                | Unheilig       | Grünes Häkchensymbol für ja | Grünes Häkchensymbol für ja |

## V
| Jahr | Titel                          | Interpret         | Autor                       | Produzent                   |
| ---- | ------------------------------ | ----------------- | --------------------------- | --------------------------- |
| 2002 | Velocity                       | Neuroticfish      |                             | Grünes Häkchensymbol für ja |
| 2012 | Verrückt                       | Eisbrecher        |                             | Grünes Häkchensymbol für ja |
| 2021 | Vielleicht                     | Sotiria           |                             | Grünes Häkchensymbol für ja |
| 2005 | Vielleicht?                    | Alvarez & Heppner | Grünes Häkchensymbol für ja | Grünes Häkchensymbol für ja |
| 2009 | Vollmond                       | Letzte Instanz    |                             | Grünes Häkchensymbol für ja |
| 2021 | Vom Herz navigiert             | Bernhard Brink    |                             | Grünes Häkchensymbol für ja |
| 2015 | Von hier bis zur Unendlichkeit | Bernhard Brink    |                             | Grünes Häkchensymbol für ja |
| 2016 | Von Mensch zu Mensch           | Unheilig          | Grünes Häkchensymbol für ja | Grünes Häkchensymbol für ja |
| 2021 | Von Null auf unsterblich       | Bernhard Brink    |                             | Grünes Häkchensymbol für ja |
| 2008 | Vorhang auf                    | Unheilig          |                             | Grünes Häkchensymbol für ja |

## W
| Jahr | Titel                       | Interpret                   | Autor                       | Produzent                   |
| ---- | --------------------------- | --------------------------- | --------------------------- | --------------------------- |
| 2001 | WakeMeUp!                   | Neuroticfish                |                             | Grünes Häkchensymbol für ja |
| 2016 | Walfänger                   | Unheilig                    | Grünes Häkchensymbol für ja | Grünes Häkchensymbol für ja |
| 2009 | Wann                        | Letzte Instanz              |                             | Grünes Häkchensymbol für ja |
| 2005 | Waving Hands                | Neuroticfish                |                             | Grünes Häkchensymbol für ja |
| 2021 | Weihnachtssaat              | Unheilig                    | Grünes Häkchensymbol für ja | Grünes Häkchensymbol für ja |
| 2021 | Weihnachtszeit              | Unheilig                    | Grünes Häkchensymbol für ja | Grünes Häkchensymbol für ja |
| 2021 | Weil du liebst wie du lebst | Nik P.                      |                             | Grünes Häkchensymbol für ja |
| 2019 | Weil irgendwann zu spät ist | Bernhard Brink              |                             | Grünes Häkchensymbol für ja |
| 2025 | Weiß wie Schnee             | Sotiria feat. Peter Heppner |                             | Grünes Häkchensymbol für ja |
| 2016 | Wenn ich zurück seh’        | Traumbild                   |                             | Grünes Häkchensymbol für ja |
| 2018 | Wer bist Du                 | Sotiria                     |                             | Grünes Häkchensymbol für ja |
| 2021 | Wer teilt die Farben aus    | Nik P.                      |                             | Grünes Häkchensymbol für ja |
| 2019 | What a Wonderful World      | DJ Ötzi                     |                             | Grünes Häkchensymbol für ja |
| 2013 | When I Feel You             | Blutengel                   |                             | Grünes Häkchensymbol für ja |
| 2014 | Where Are You?              | Licky feat. Unheilig        | Grünes Häkchensymbol für ja |                             |
| 2005 | Why Don’t You Hate Me?      | Neuroticfish                |                             | Grünes Häkchensymbol für ja |
| 2019 | Wie aus heiterem Himmel     | Bernhard Brink              |                             | Grünes Häkchensymbol für ja |
| 2014 | Wie in guten alten Zeiten   | Unheilig                    | Grünes Häkchensymbol für ja | Grünes Häkchensymbol für ja |
| 2008 | Wie viele Jahre?            | Unheilig                    |                             | Grünes Häkchensymbol für ja |
| 2013 | Willst du?                  | Blutengel                   |                             | Grünes Häkchensymbol für ja |
| 2010 | Winterträne                 | Letzte Instanz              |                             | Grünes Häkchensymbol für ja |
| 2014 | Wir sind alle wie eins      | Unheilig                    | Grünes Häkchensymbol für ja |                             |
| 2014 | Wir sind die Gipfelstürmer  | Unheilig                    | Grünes Häkchensymbol für ja | Grünes Häkchensymbol für ja |
| 2021 | Wirklich frei               | Bernhard Brink              |                             | Grünes Häkchensymbol für ja |
| 2018 | Wunderwerk                  | Sotiria                     |                             | Grünes Häkchensymbol für ja |

## Y
| Jahr | Titel           | Interpret    | Autor | Produzent                   |
| ---- | --------------- | ------------ | ----- | --------------------------- |
| 2013 | You Walk Away   | Blutengel    |       | Grünes Häkchensymbol für ja |
| 2005 | You’re the Fool | Neuroticfish |       | Grünes Häkchensymbol für ja |

## Z
| Jahr | Titel                       | Interpret      | Autor                       | Produzent                   |
| ---- | --------------------------- | -------------- | --------------------------- | --------------------------- |
| 2018 | Zeit                        | Eisbrecher     |                             | Grünes Häkchensymbol für ja |
| 2014 | Zeit zu gehen               | Unheilig       | Grünes Häkchensymbol für ja | Grünes Häkchensymbol für ja |
| 2018 | Zeiten ändern sich          | Sotiria        | Grünes Häkchensymbol für ja | Grünes Häkchensymbol für ja |
| 2014 | Zeitgeist                   | Unheilig       | Grünes Häkchensymbol für ja |                             |
| 2017 | Zwischen Himmel und Erde    | Bernhard Brink |                             | Grünes Häkchensymbol für ja |
| 2018 | Zwischen Himmel und Hölle   | Sotiria        | Grünes Häkchensymbol für ja | Grünes Häkchensymbol für ja |
| 2014 | Zwischen Licht und Schatten | Unheilig       | Grünes Häkchensymbol für ja | Grünes Häkchensymbol für ja |